# Sergio Lozano Martínez
Sergio Lozano Martínez (ur. 9 listopada 1988 w Madrycie) – hiszpański futsalista, zawodnik z pola, gracz FC Barcelony i reprezentacji Hiszpanii.

## Sukcesy[1]

### Reprezentacyjne
- Mistrzostwo Europy: 2012
- Mistrzostwo Europy U-21: 2007

### Klubowe
- UEFA Futsal Cup (2): 2012, 2014
- Mistrz Hiszpanii (2): 2011/2012, 2012/2013
- Puchar Hiszpanii (2): 2012, 2013
- Mistrz Hiszpanii U-21: 2007/2008